# Династія (телесеріал, 1981)
«Династія» (англ. Dynasty) — американська прайм-тайм мильна опера, транслювалася на каналі ABC з 12 січня 1981 року по 11 травня 1989 року. У центрі сюжету Керрінгтони — заможна сім'я, що володіє нафтовим бізнесом та проживає у Денвері, штат Колорадо.
Автори серіалу — подружжя Річард та Естер Шапіро, а продюсером став великий телевізійний діяч Аарон Спеллінг. У головних ролях Джон Форсайт і Лінда Еванс в ролі нафтового магната Блейка Керрінгтона та його дружини Крістал. Багато критиків вважають, що серіал став відповіддю каналу ABC на культову сімейну сагу CBS — «Далас».
Хоча рейтингам «Династії» на момент появи героїні Алексіс у другому сезоні було далеко до успіху «Далласа», завдяки Джоан Коллінз, новий серіал потрапив в 20-ку найкращих шоу за підсумками року, а також зміг отримати перше місце за результатами рейтингу. Серіал номінувався на премію «Золотий глобус» в категорії «Найкраща телевізійна драма» кожного року з 1981 по 1986, проте завоював нагороду лише в 1984. Завдяки успіху серіалу, продюсери змогли відкрити лінія товарів Dynasty, до якої увійшли колготки за 3 долари, парфуми Forever Krystle за 150 доларів, ляльки Alexis і Krystle ручної роботи за 10 тисяч доларів і пальта з шиншили за 200 тисяч доларів та інше, а також зняти спін-офф «Сім'я Колбі». Однак до 1987 року, серіал опустився до 24 місця в топах, а в 1989 році шоу було закрито.

## Акторський склад
- Джон Форсайт — Блейк Керрінгтон
- Лінда Еванс — Крістал Керрінгтон
- Джоан Коллінз — Алексіс Колбі
- Гордон Томсон — Адам Керрінгтон
- Памела Сью Мартін — Фелон Керрінгтон Колбі #1
- Емма Семмс — Фелон Керрінгтон Колбі #2
- Джон Джеймс — Джеф Колбі
- Ел Корлі — Стівен Керрінгтон #1
- Джек Колмен — Стівен Керрінгтон #2
- Ллойд Бочнер — Сесіл Колбі
- Бо Гопкінс  — Метью Блейсдел
- Памела Белвуд — Клаудія Блейсдел
- Кеті Куртцман — Лідсей Блейсдел
- Кетрін Беллер — Кірбі Андерс
- Гізер Локлір — Семмі-Джо Різ Керрінгтон
- Майкл Нейдер — Декс Декстер
- Елі Макгроу — леді Ешлі Мітчелл
- Дайан Керролл — Домінік Деверо
- Кейт О'Мара — Керес Морелл
- Кетрін Оксенберг — Аманда Керрінгтон #1
- Карен Келліні — Аманда Керрінгтон #2
- Крістофер Кейзанов — Бен Керрінгтон
- Террі Гарбер — Леслі Керрінгтон
- Лінн Ганлі — Дана Воррінг Керрінгтон
- Джеффрі Скотт — Пітер Дженнінгс
- Барбара Стенвік — Констанс Колбі Паттерсон
- Чарлтон Гестон — Джейсон Колбі
- Кетрін Росс — Франческа Колбі
- Стефані Бічем — Сейбл Колбі
- Максвелл Колфілд — Майлз Колбі
- Трейсі Скоггінс — Моніка Колбі
- Рікардо Монтальбан — Закарі Паверс
- Кен Говард — Герет Бойдстон
- Клер Ярлет — Бліт Колбі
- Джеймс Фарентіно — Нік Тосканні
- Пітер Марк Річман — Ендрю Леярд
- Дебора Адер — Трейсі Кендолл
- Гельмут Бергер — Пітер Де Вілбіс
- Біллі Ді Вільямс — Брейді Ллойд
- Рок Гадсон — Деніел Різ
- Джеймс Гілі — Шон Роен Андерс
- Гаррі Ендрюс — Томас Керрінгтон
- Майкл Паркс — Філіп Колбі
- Рей Вайз — Спіро Коралес
- Майкл Прайд — Міхал, принц Молідевії
- Джордж Гамільтон — Джоел Абрігор
- Пол Брук — Нік Маквейн
- Генк Брент — Морган Гесс, приватний детектив
- Білл Кемпбелл — Люк Фуллер
- Пет Кроулі — Емілі Феллмонт
- Тед Макгінлі — Клей Феллмонт
- Кевін Конрой — Барт Феллмонт
- Марк Вінтерс — Тед Дінард
- Джон Саксон — Рашид Ахмед
- Трой Баєр — Джекі Деверо
- Річард Гетч — Дін Колдвелл
- Джон Ларч — Джеральд Вілсон
- Рейчел Ворд — Една Макріді
- Джульєт Мілз — Розалінд Бедфорд
- Саймон Маккоркіндейл — Артур Ромейн
- Крістіна Гарт — Беделія
- Барбара Тарбак — доктор Холтон
- Ренс Говард — Гіффорд
- Роберт Даві — Еймос
- Брайон Джеймс — Гокінс
- Френк Загаріно — Ерік
- Метт Кларк — Френк Дін